# زاکاری آتکامی
زاکاری آتکامی (انگلیسی: Zachary Athekame؛ زادهٔ ۱۳ دسامبر ۲۰۰۴) بازیکن فوتبال اهل سوئیس است که در حال حاضر برای ميلان در پست مدافع بازی می‌کند.
وی همچنین در تیم ملی فوتبال زیر ۲۱ سال سوئیس بازی کرده است.